# مرگسر (فیروزکوه)
مرگسر روستایی در دهستان پشتکوه بخش مرکزی شهرستان فیروزکوه استان تهران ایران است.

## جمعیت
بر پایه سرشماری عمومی نفوس و مسکن در سال ۱۳۹۵ این روستا بدون جمعیت بوده‌است.